# Bondo GR
| GR ist das Kürzel für den Kanton Graubünden in der Schweiz. Es wird verwendet, um Verwechslungen mit anderen Einträgen des Namens Bondo zu vermeiden. |

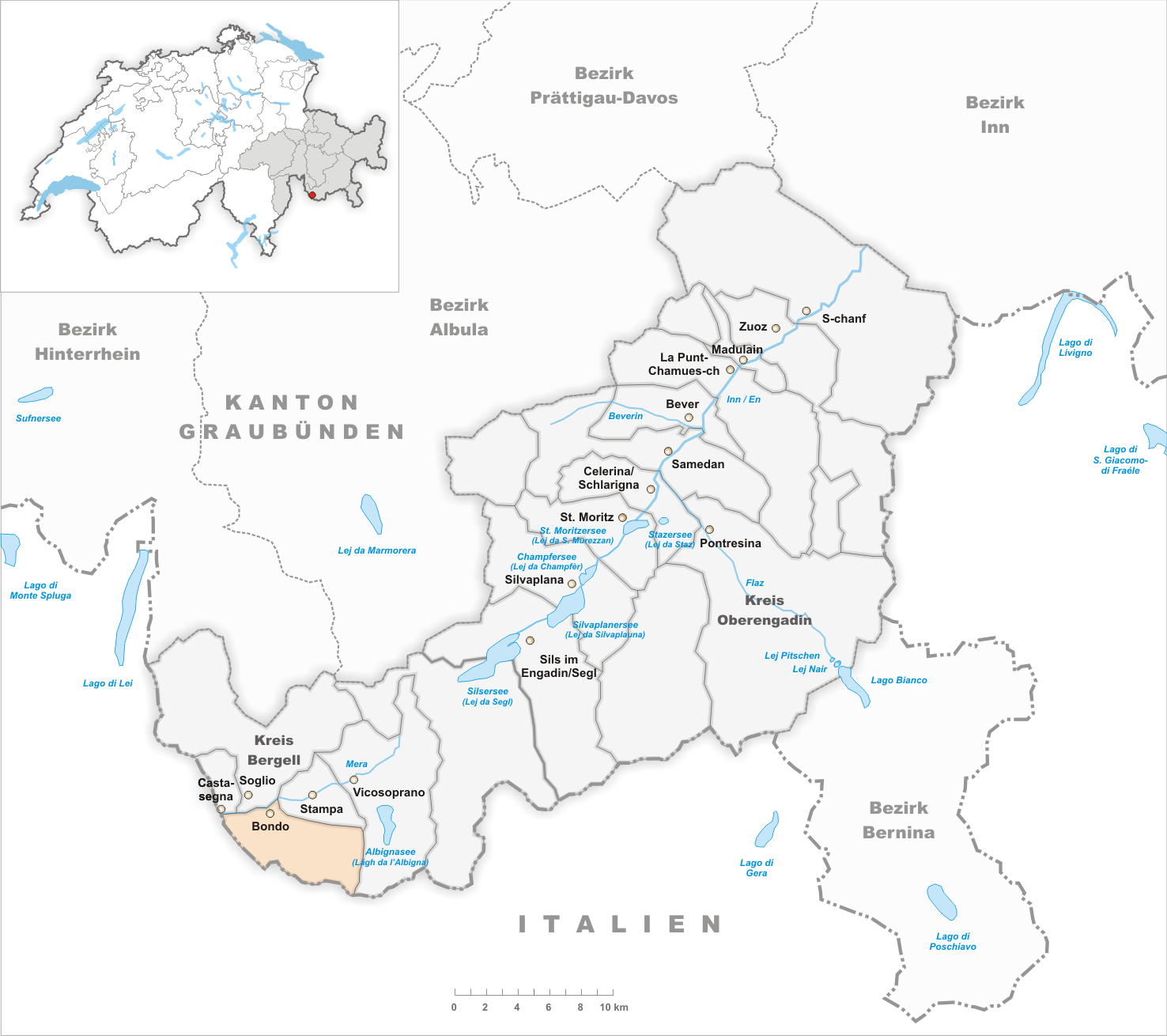
Gemeindestand vor der Fusion am 1. Januar 2010

Bondo (lombardisch Bond; deutsch veraltet Bundth; rätoromanisch Buondⓘ) ist ein Dorf in der politischen Gemeinde Bregaglia im Schweizer Kanton Graubünden.
Bis Ende 2009 bildete Bondo eine eigene politische Gemeinde.

## Geographie
Bondo ist ein Haufendorf im unteren Teil des Bergell am Eingang zur Val Bondasca. Der alte Dorfkern liegt südlich des Flusses Mera auf dem Schuttkegel des Flusses Bondasca. Zur Gemeinde gehörten auch die Fraktionen Promontogno und Castelmur und die Maiensässe Casnacc und Bondea südlich des Dorfes im Bondascatal. Vom gesamten Areal von über 28 km² sind 1671 ha unproduktive Fläche (meist Gebirge), 1061 ha Wald und Gehölz, nur 70 ha landwirtschaftliche Nutzfläche und 17 ha Siedlungsgebiet.

## Geschichte
Eine erste Erwähnung findet das Dorf im Jahr 1380. In karolingischer Zeit gehörte Bondo zum churrätischen Ministerium Bergallia, ab 960 zum Bistum Chur. Im Hochmittelalter war Bondo eine Nachbarschaft namens di là dell'acqua («auf der anderen Seite des Wassers») in der Gerichtsgemeinde Unterporta, ab 1367 Teil des Gotteshausbundes. Die frühmittelalterliche Talkirche Nossa Donna Castelmur wurde 988 erstmals erwähnt, die romanische Dorfkirche San Martino in Bondo selbst wurde 1250 geweiht.
Die Reformation wurde am 15. August 1549 durch den Glaubensflüchtling Guido Zonca aus Verona eingeführt.
1552 war Bondo definitiv zur Reformation übergetreten. 1571 bis 1580 war hier der ausgewiesene Reformator Locarnos Giovanni Beccaria als evangelischer Pfarrer tätig.
1556 kaufte Bondo von Ob- und Unter-Porta alle Güter der Kirche Santa Maria in Castelmur. 1593 setzte ein Urteil des Gerichts Ob-Fontana-Merla die Grenze fest zwischen der Bernina und Poschiavo. 1630, infolge der Brandschatzung durch Serbelloni, verpfändete Bondo die Alpen auf Bernina an den Ritter Baptist von Salis-Soglio, löste sie aber 1645 wieder. 1767–1773 erbaute Graf Girolamo von Salis-Soglio am unteren Ende des Dorfes einen stattlichen Palast. Er war mit Lady Mary Fane aus dem Hause der Earls of Westmorland verheiratet und amtierte von 1743 bis 1750 als britischer Gesandter bei den Drei Bünden. Der Palazzo gehört bis heute den englischen Counts de Salis-Soglio, ebenso wie die 1630 erbaute Casa Battista im gegenüberliegenden Soglio (heute Hotel Palazzo Salis).
Während der Bündner Wirren wurde Bondo 1621 von den Spaniern eingeäschert, 248 Gebäude waren betroffen. Danach wurde es als strassenorientierte Haufensiedlung wieder aufgebaut. Bedeutendste Profanbauten sind der Palazzo Scartazzini von 1690, der Palazzo Scartazzini, ehemals Cortini, am Platz von 1763, und der Palazzo Salis von 1765 bis 1774. Zwischen Bondo und Promontogno stehen mehrere Crotti.
Seit dem späten 19. Jahrhundert besteht ein bescheidener Sommertourismus. Das verarbeitete Holz wird mehrheitlich nach Italien exportiert. Die Erwerbsstruktur änderte sich seit 1960 kaum: 1990 stellte der Industriesektor 48 %, der Dienstleistungssektor 44 % der Arbeitsplätze Bondos.
Auf den 1. Januar 2010 fusionierten alle Gemeinden des Bergell (d. h. Bondo, Castasegna, Soglio, Stampa und Vicosoprano) zur neuen Gemeinde Bregaglia.
Im Winter 2011 ging vom Piz Cengalo südlich ein grosser Bergsturz ab. Im August 2012 erreichte ein grosser Murgang den Ort und verwüstete den örtlichen Zeltplatz. Nicht alles Bergsturzmaterial war mit dieser Mure abgegangen, und die Bergflanke blieb hochgradig instabil. Da eine weitere Massenbewegung absehbar war, wurden 2013–2015 umfangreiche Verbauungsmassnahmen vorgenommen und ein Überwachungs- und Frühwarnsystem installiert. Im August 2017 ging ein noch grösserer Felssturz am Piz Cengalo ab. Die unmittelbar folgende Mure fuhr durch das Dorf, richtete aber dank der Schutzbauten nur vergleichsweise geringen Schaden an. An historischer Bausubstanz wurde in Sotto Ponte ein historisches Haus zerstört, bei den Crotti ein weiteres. Wegen Schäden mussten drei weitere historische Gebäude abgerissen werden. Der ursprüngliche Dorfkern linksseitig der Rüfe blieb erhalten.
Im Berggebiet starben jedoch acht Bergsteiger. Nach fast zwei Monaten Evakuierung konnte ein grösserer Teil der Bewohner ab Oktober wieder in ihre Häuser zurückkehren. Ab November 2018 lebten die meisten Bewohner wieder im Dorf. Die Bedrohungslage ist jedoch immer noch aktuell.

## Wappen
| Wappen von Bondo GR | Blasonierung: «In Silber (Weiss) auf gezinnter schwarzer Mauer drei grüne Tannen, in der Toröffnung aufrechter schwarzer Steinbock, rot bewehrt.»                                                                      |
| Wappen von Bondo GR | Das Zinnentor stellt die Müraia bzw. Porta dar, die Ruine der grossen Sperrmauer Castelmur bei Promontogno. Der Steinbock ist das Wappentier des Gotteshausbundes, die Tannen stehen für den Waldbestand der Gemeinde. |

## Bevölkerung
| Bevölkerungsentwicklung | Bevölkerungsentwicklung | Bevölkerungsentwicklung | Bevölkerungsentwicklung | Bevölkerungsentwicklung | Bevölkerungsentwicklung | Bevölkerungsentwicklung | Bevölkerungsentwicklung | Bevölkerungsentwicklung | Bevölkerungsentwicklung | Bevölkerungsentwicklung |
| ----------------------- | ----------------------- | ----------------------- | ----------------------- | ----------------------- | ----------------------- | ----------------------- | ----------------------- | ----------------------- | ----------------------- | ----------------------- |
| Jahr                    | 1803                    | 1850                    | 1900                    | 1950                    | 1960                    | 1980                    | 1990                    | 2000                    | 2005                    | 2008                    |
| Einwohner               | 235                     | 230                     | 304                     | 239                     | 254                     | 184                     | 161                     | 181                     | 203                     | 204                     |

### Sprachen
Traditionell spricht man in Bondo eine lombardische Mundart, das Bargaiot. Im Jahr 1900 gaben 92,76 % und 1970 95,65 % Italienisch als Muttersprache an. Erst seit 1980 gibt es in Bondo eine nennenswerte deutschsprachige Minderheit. Die Entwicklung der vergangenen Jahrzehnte zeigt folgende Tabelle.
| Sprachen in Bondo GR |                   |                   |                   |                   |                   |                   |
| Sprachen             | Volkszählung 1980 | Volkszählung 1980 | Volkszählung 1990 | Volkszählung 1990 | Volkszählung 2000 | Volkszählung 2000 |
| Sprachen             | Anzahl            | Anteil            | Anzahl            | Anteil            | Anzahl            | Anteil            |
| Deutsch              | 25                | 13,59 %           | 26                | 16,15 %           | 35                | 19,34 %           |
| Rätoromanisch        | 1                 | 0,54 %            | 0                 | 0,00 %            | 3                 | 1,66 %            |
| Italienisch          | 155               | 84,24 %           | 133               | 82,61 %           | 140               | 77,35 %           |
| Einwohner            | 184               | 100 %             | 161               | 100 %             | 181               | 100 %             |

### Religionen und Konfessionen
1552 wechselten die Bewohner zur protestantischen Lehre, seither ist das Dorf mehrheitlich evangelisch-reformiert.

### Herkunft und Nationalität
Von den Ende 2005 203 Bewohnern waren 191 (= 94 %) Schweizer Staatsangehörige.

## Wirtschaft
Seit dem Spätmittelalter wurde Viehwirtschaft in einem vierstufigen Nutzungssystem betrieben: Dorf, Feldstall, Maiensäss und Alp. Die 1429 erworbenen Alpen am Berninapass blieben im Besitz der Gemeinde. Ackerbau, Kastanienwirtschaft und Fuhrwesen boten einen Nebenerwerb. Ab dem 16. Jahrhundert wanderten Leute aus Bondo nach Italien und später auch nach Osteuropa, um als Zuckerbäcker oder Söldner zu arbeiten. Im 20. Jahrhundert ging man nach Nordbünden oder in die übrige Schweiz.

## Politik
Bondo gehört seit dem 1. Januar 2010 zur Gemeinde Bregaglia.

## Sehenswürdigkeiten in Bondo und naher Umgebung
- Reformierte Dorfkirche San Martino geweiht 1250; renoviert 1763; Restauration 1960–1961.
- Palazzo Salis in Bondo, der schönste Herrschaftssitz im Bergell (Architekt Francesco Croce)[12][13]
- Ortsmuseum «Ciäsa Grande», unter anderem mit Werken von Varlin
- ehemaliges Säumerhaus (zweistöckig mit Anbau) an der Septimerpassroute aus dem Jahre 1522 (Haus Nr. 68)
- Schalenstein am Eintritt des Hotel-Ristorante Salis (825 m ü. M.)[14]
- I crotti[15]
- Bondo/Promontogno[16]

In Promontogno:
- Lan Müraia (La Porta) e Nossa Dona[17][18]
- Ehemalige Wallfahrtskirche Nossa Donna
- Ruine der Burg Castelmur[19]
- Hotel Bregaglia
- Pflege- und Altersheim[20][21]
- 1905: Schulhaus, Architekt: Ottavio Ganzoni[22]
- 1995: Mehrzweckhalle, Architekt: Armando Ruinelli
- Mulino Scartazzini[23]
- Villino[24]
- I crotti[25]

## Bilder

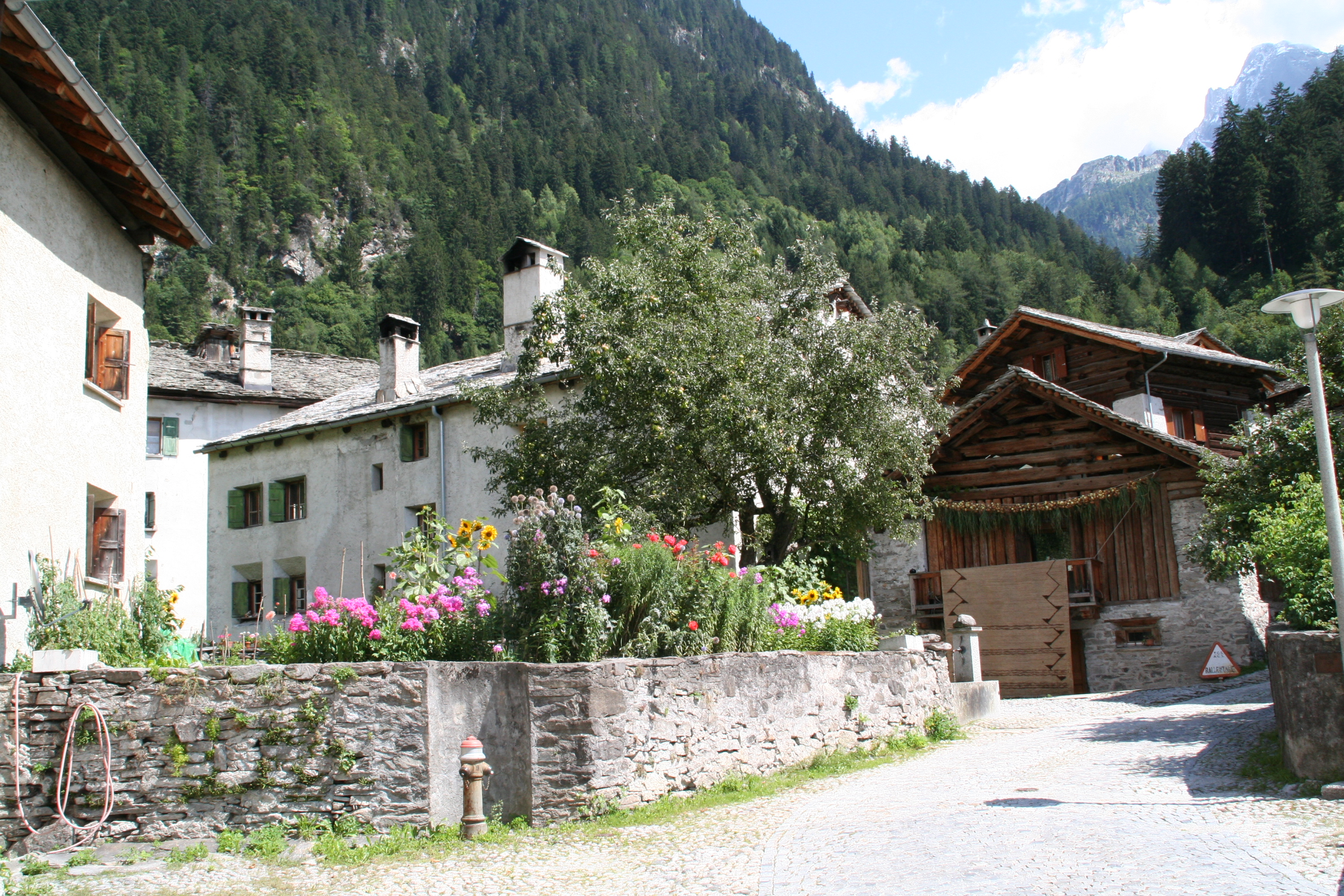
In Bondo
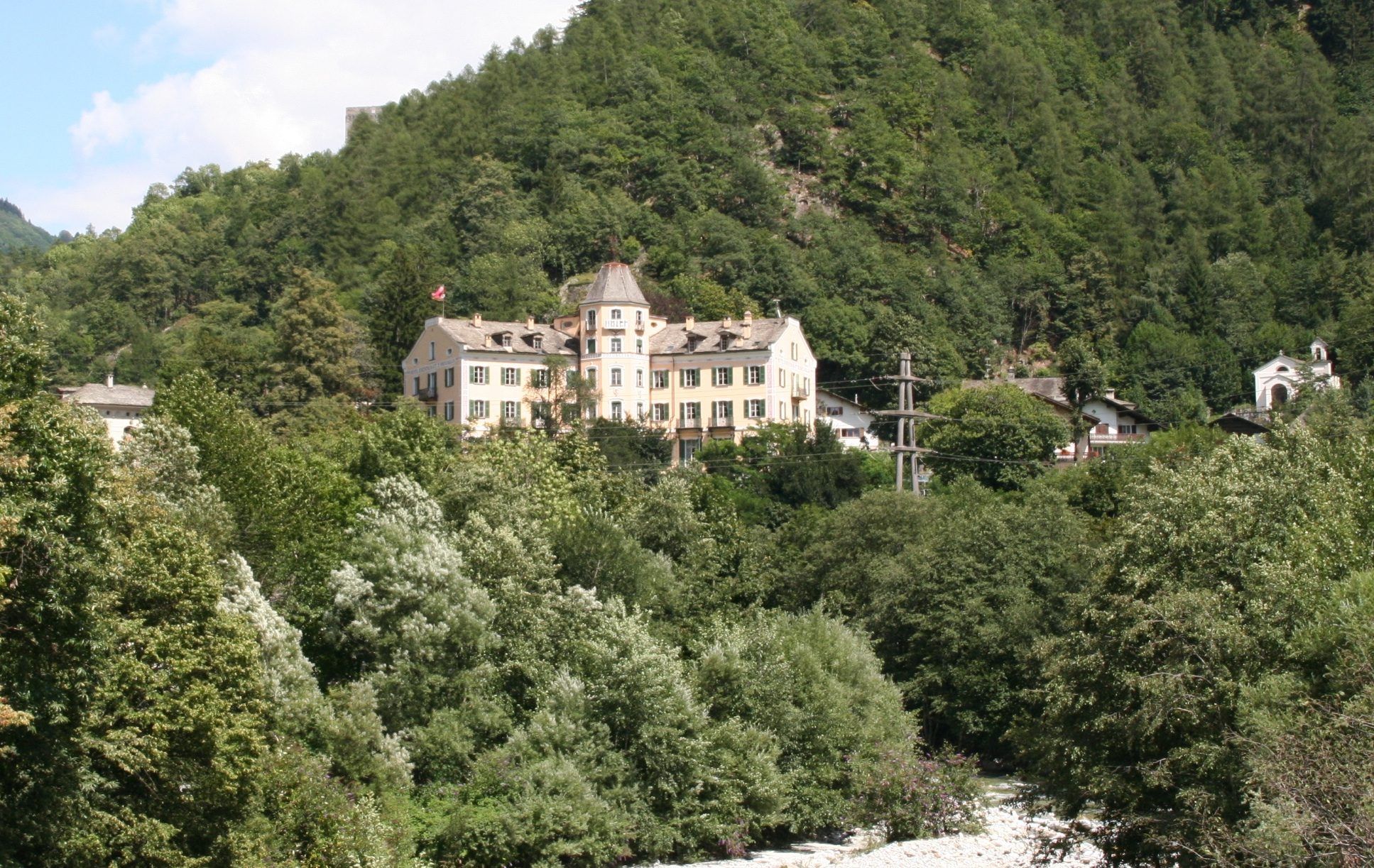
Hotel Bregaglia, Promontogno
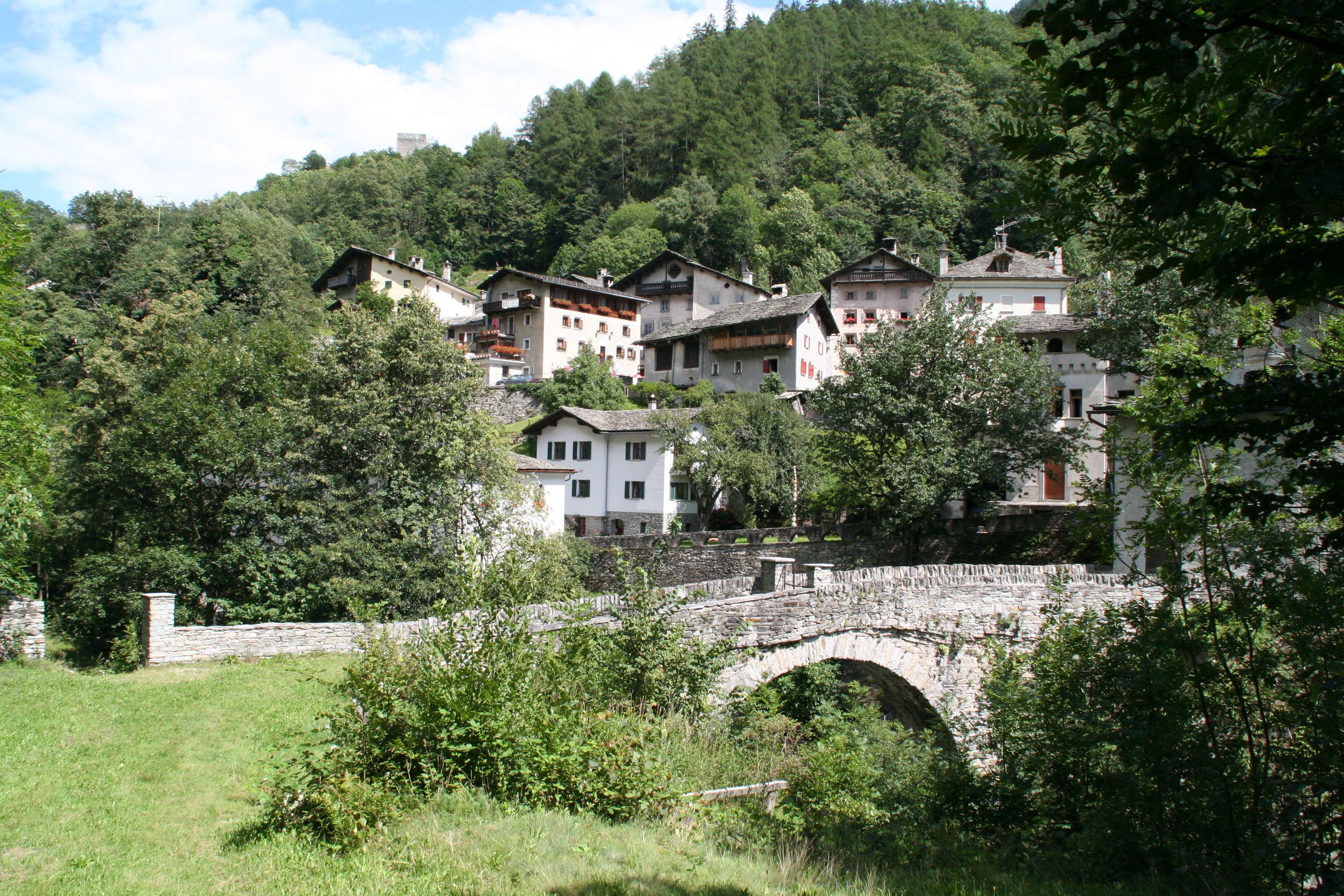
Promontogno
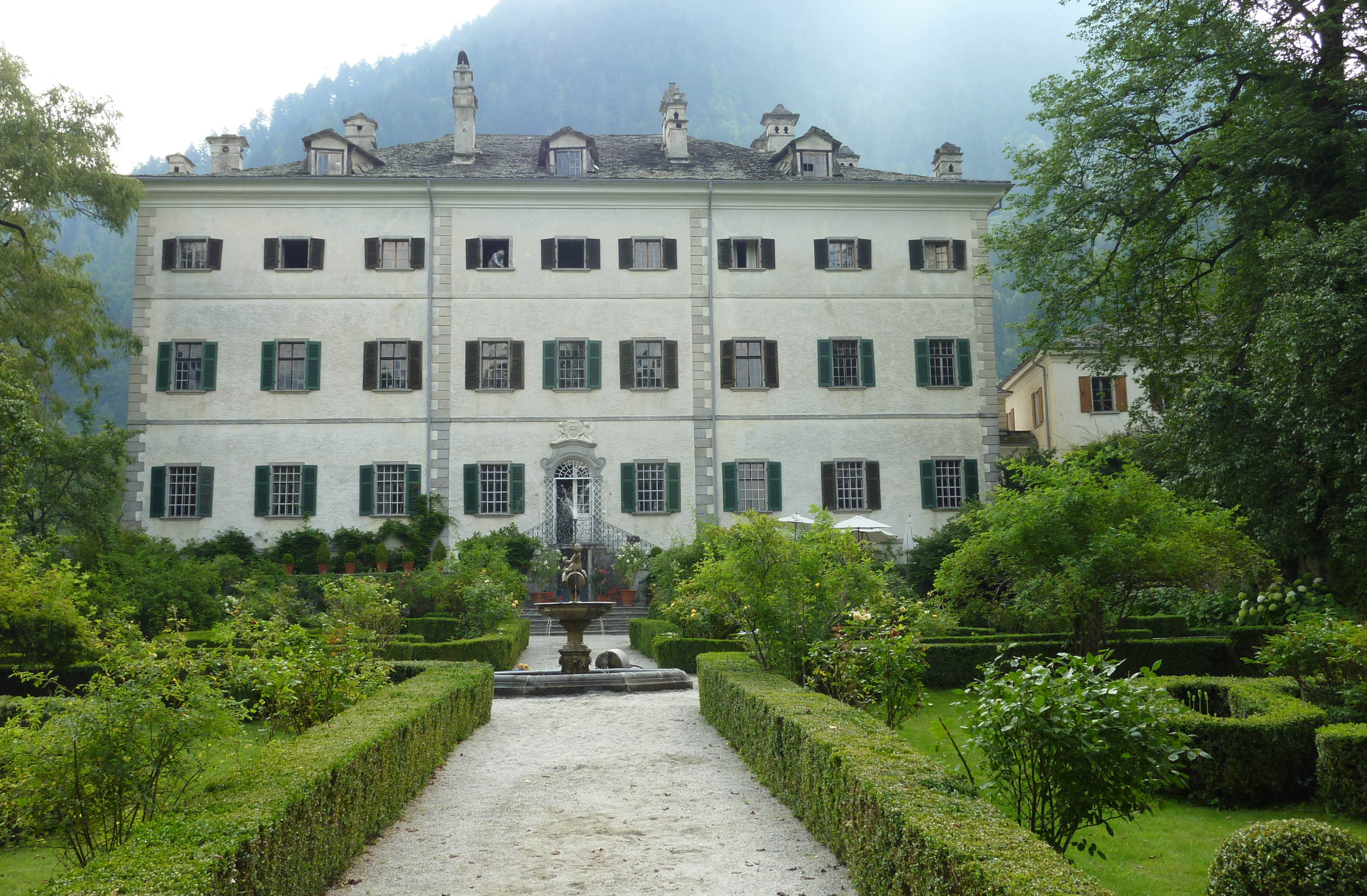
Palazzo Salis
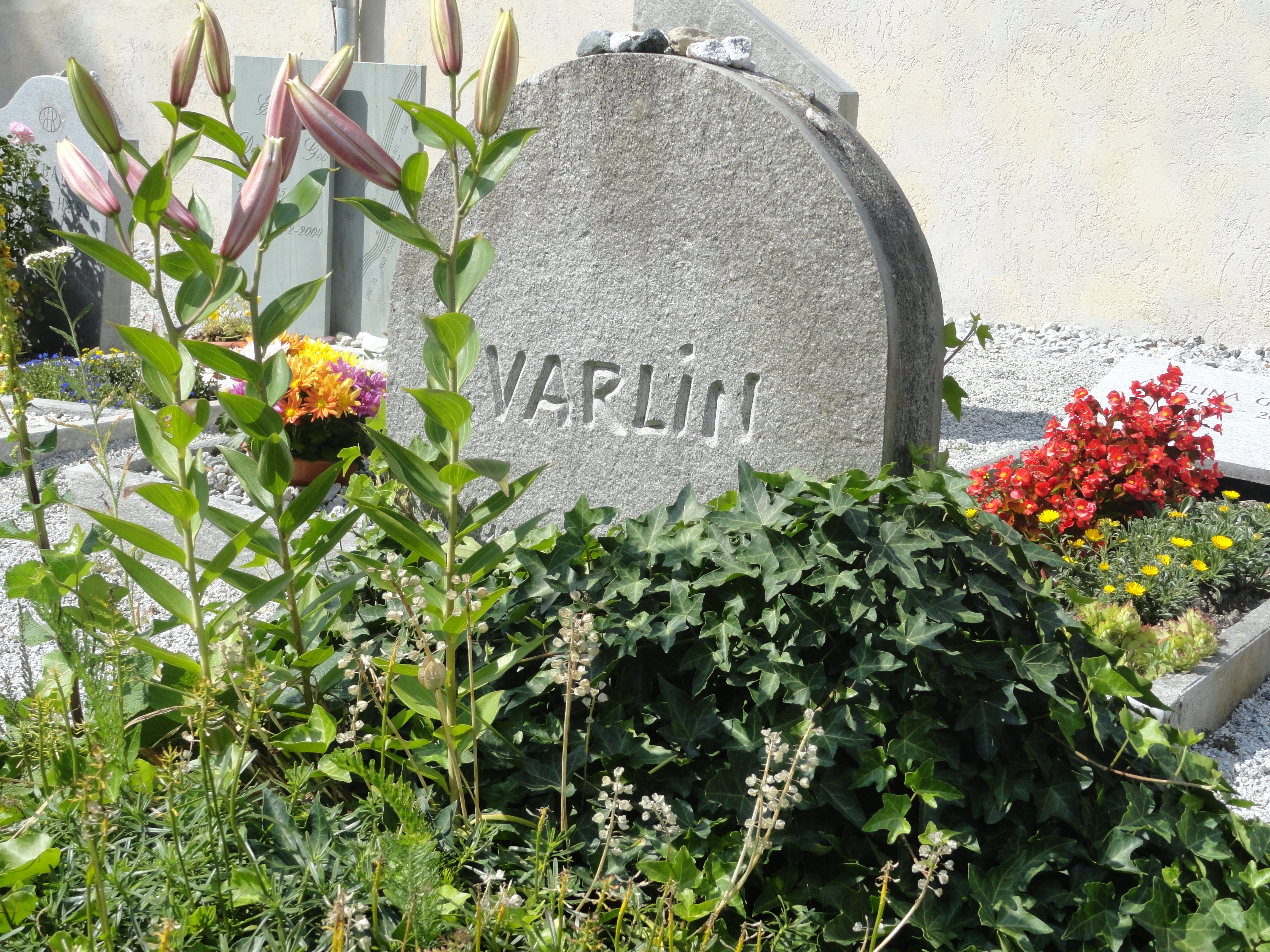
Varlin Grab
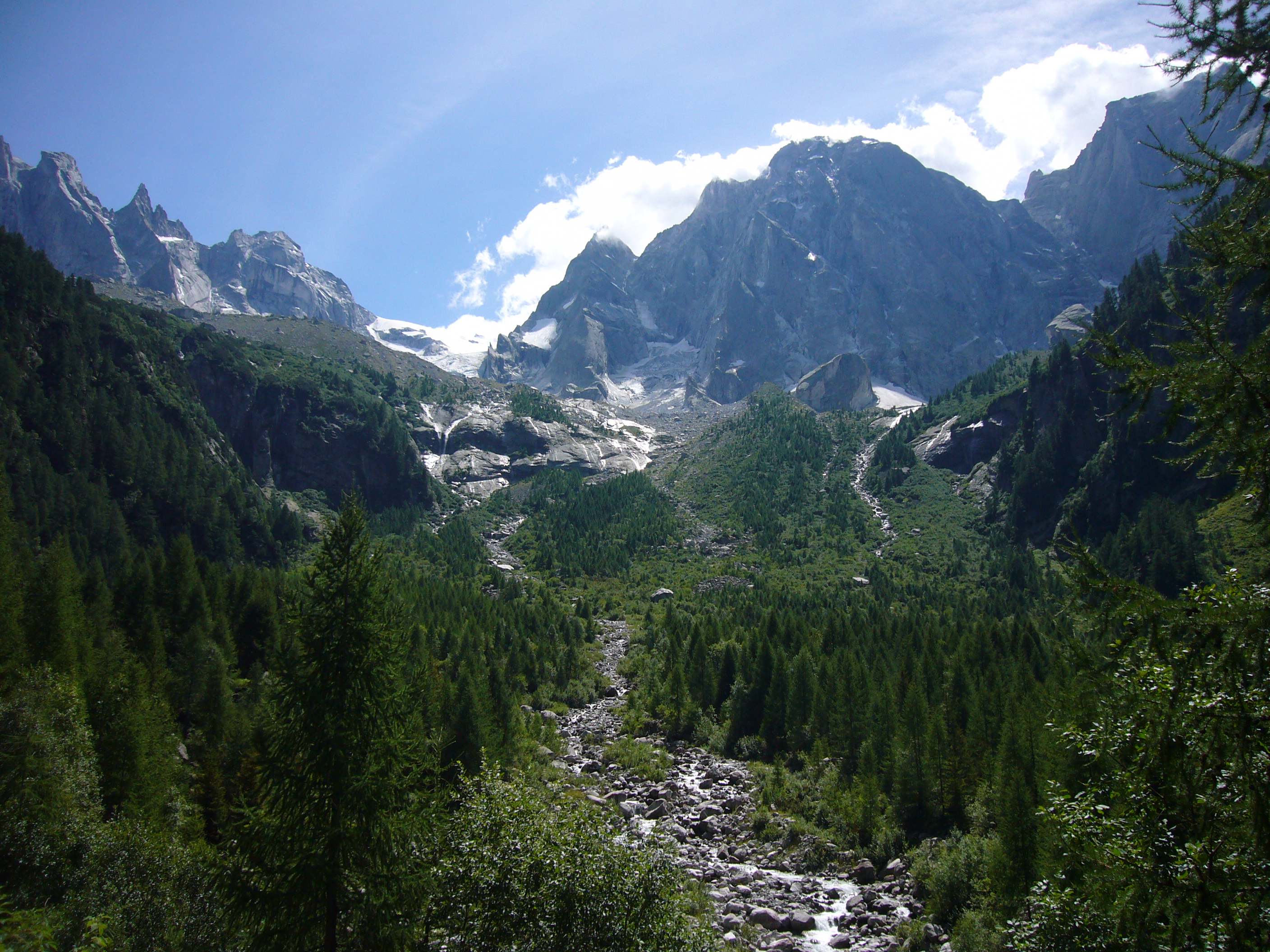
Val Bondasca